# Kontrollmärke på motorfordon i Sverige

Kontrollmärke för januari 2009.

Det svenska kontrollmärket för fordon avskaffades i januari 2010. Kontrollmärket angav att fordonet var godkänt vid kontrollbesiktning, att fordonsskatten var betald samt att man hade en giltig trafikförsäkring. Kontrollmärket sändes ut till fordonets ägare när kraven för utfärdande uppfylldes, oftast efter att skatten betalats, och skulle utan dröjsmål anbringas på avsedd plats på den bakre registreringsskylten (främre för traktorer).

## Historia
Fram till 1974 bestod kontrollmärket av två separata märken: ett runt skattemärke som skulle sitta i kupén på fordonet och ett besiktningsmärke som klistrades fast på en av fordonets sidorutor. Besiktningsmärket anbringades av besiktningstjänstemannen om fordonet godkändes vid kontrollbesiktningen och skattemärket var giltigt.
Regeringen beslutade den 24 september 2009 att slopa kravet på kontrollmärke i och med att systemet med kontrollmärke ansågs vara föråldrat. Avskaffandet skedde 1 januari 2010. Polis och inspektör kan numera kontrollera via datauppkoppling att ett visst fordon får föras i trafik.

## Utformning
Kontrollmärket var 35x68 millimeter och tillverkat av metallfolie med ett tunt reflekterande plastskikt på ovansidan. Detta gjorde att det var mycket svårt att avlägsna från registreringskylten utan att det gick sönder. Längst upp till vänster fanns tre kronor, längst upp till höger två siffror som angav till och med vilket år märket var giltigt (det röda kontrollmärket på bilden här intill med årtalet 09 klistrades alltså fast på registreringsskylten 2008), i mitten talen 1-12 som angav sista giltighetsmånad samt centrerat längst ned återfanns fordonets registreringsnummer. År 1997 infördes en ny typ av kontrollmärken där området för månadssiffran var möjligt att skrapa bort och utläsa en fyrsiffrig kontrollkod som skulle användas vid avställning av fordonet, således var ett kontrollmärke utan månadssiffra ogiltigt.

### Månadssiffra
Månadssiffran angav den månad när fordonsskatten skulle betalas. För fordon med en fordonsskatt lägre än 3 600 kronor betalades fordonsskatten en gång per år och för fordon med högre belopp tre gånger per år. Betalningsmånaden bestämdes utifrån slutsiffran på fordonets registreringsnummer.
| Slutsiffra | Betalningsmånad | Månadssiffra | Tillkommande månadssiffror för högre belopp |
| ---------- | --------------- | ------------ | ------------------------------------------- |
| 0          | mars            | 3            | 7 och 11                                    |
| 1          | april           | 4            | 8 och 12                                    |
| 2          | maj             | 5            | 1 och 9                                     |
| 3          | juni            | 6            | 2 och 10                                    |
| 4          | augusti         | 8            | 4 och 12                                    |
| 5          | oktober         | 10           | 2 och 6                                     |
| 6          | november        | 11           | 3 och 7                                     |
| 7          | december        | 12           | 4 och 8                                     |
| 8          | januari         | 1            | 5 och 9                                     |
| 9          | februari        | 2            | 6 och 10                                    |

### Färg
Fram till år 1997 hade hela märket samma bakgrundsfärg med undantag av fältet för registreringsnumret som var vitt. Därefter var fältet för giltighetsmånad grått (när det hade skrapats bort för att bilen skulle ställas av syntes ett rött fält) och övriga delar av märket hade samma färg. Bakgrundsfärgen skiftade för varje år och från och med 1979 års märke och fram till 2009 hade fyra upprepade färger använts enligt nedanstående tabell (årtal som angivet på märket). Nyanserna kunde skilja sig åt från år till år, exempelvis har den röda färgen ibland gått åt det rosa hållet. Bokstäver och siffror var alltid svarta.
Det sista året kontrollmärken tillverkades var de blå.
| Gul  | Grön | Orange | Blå  | Lila |
| ---- | ---- | ------ | ---- | ---- |
| 1974 | 1975 | 1976   | 1977 | 1978 |

| Gul  | Grön | Röd  | Blå  |
| ---- | ---- | ---- | ---- |
| 1979 | 1980 | 1981 | 1982 |
| 1983 | 1984 | 1985 | 1986 |
| 1987 | 1988 | 1989 | 1990 |
| 1991 | 1992 | 1993 | 1994 |
| 1995 | 1996 | 1997 | 1998 |
| 1999 | 2000 | 2001 | 2002 |
| 2003 | 2004 | 2005 | 2006 |
| 2007 | 2008 | 2009 | 2010 |

Kontrollmärkets färg i kombination med slutsiffran i registreringsnumret möjliggjorde för till exempel polisen att snabbt se om ett fordon inte var belagt med körförbud utan att kontrollera i vägtrafikregistret. Ett fordon med ogiltigt kontrollmärke löpte således högre risk att stoppas av polisen.

## Tillfälligt kontrollmärke
Företag som sålde fordon hade rätt att utfärda tillfälliga kontrollmärken som endast gällde fram till dess att det ordinarie märket levererades till fordonets nya ägare. Dessa märken hade samma bakgrundfärg som det år som det var utfärdat och hade tre vita fält som fylldes i manuellt av företaget. Det gick inte att ändra efter man hade gjort detta.